# Onicogrifose
Onicogrifose é uma distrofia ungueal também chamada de "unhas de chifres de carneiro" (do inglês Ram's horn nails)ou "unhas em garra". Ocorre pelo espessamento, aumento no comprimento e curvatura da lâmina ungueal. Mais comum no hálux, em idosos, pessoas com cuidados de higiene precários, dificuldades de locomoção, traumatismos repetidos e negligência no corte das unhas.São difíceis de cortar, sendo recomendado ir a um podologista para isso. Algumas vezes ocorre onicomicose concomitantemente. 

## Diagnóstico
O diagnóstico é essencialmente clínico, chamando atenção para o exame podológico no idoso. 

## Tratamento
O tratamento consiste no uso de queratolíticos e corte das unhas com alicate apropriado. Em casos recorrentes é recomendada a avulsão da lâmina ungueal e destruição da matriz.